# Pistolet Beretta 949 Olimpico
Beretta Model 948 Olimpionico (Olimpico) – włoski sportowy pistolet samopowtarzalny przeznaczony do konkurencji pistolet szybkostrzelny.

## Historia konstrukcji
W 1948 roku zakłady Beretta rozpoczęły produkcję pistoletu Model 948. Był to kieszonkowy pistolet samopowtarzalny kalibru .22 Long Rifle. W rok później Beretta rozpoczęła produkcję sportowego pistoletu Olimpico. Pistolet ten został specjalnie zaprojektowany do zawodów strzeleckich.
Produkcję pistoletu Olimpico zakończono w 1962 roku kiedy zastąpiły go sportowe wersje pistoletu Beretta 70.

## Opis techniczny
Pistolet Beretta Olimpico działał na zasadzie wykorzystania energii odrzutu zamka swobodnego. Mechanizm spustowy bez samonapinania kurka umożliwiał tylko ogień pojedynczy. Pod lufą, przed szkieletem możliwy był montaż ciężarków wyważających.
Bezpiecznik skrzydełkowy po lewej stronie szkieletu blokujący spust.
Do zasilania służył magazynek pudełkowy, jednorzędowy, zawierający 6 naboi.
Lufa bruzdowana, zakończona kompensatorem.
Przyrządy celownicze regulowane, mikrometryczne.